# Slack
Slack — корпоративный мессенджер. Запущен в тестовом режиме в августе 2013 года, публичный выпуск состоялся 12 февраля 2014 года.

## История
Slack, который позиционируется как «убийца Skype и внутрикорпоративной электронной почты», был создан Стюартом Баттерфилдом, одним из сооснователей фотохостинга Flickr. Баттерфилд в 2009 году основал компанию Tiny Speck, которая разрабатывала онлайн-игру Glitch. Игра вышла в сентябре 2011 года, но затем её вернули в стадию бета и в декабре 2012 года закрыли полностью из-за недостаточной популярности. В процессе работы над игрой был создан инструмент для обмена сообщениями, который стал основой для будущего проекта, названного Slack.
В феврале 2014 года Slack запускали 16 человек, через год команда расширилась до 105 человек. По состоянию на апрель 2019 года в Slack работало 1664 сотрудника.
В первый день тестирования зарегистрировались 8 тысяч компаний. По данным компании на июнь 2015 года, Slack ежедневно использовали 1,1 миллиона пользователей. Slack стал самым быстрорастущим бизнес-приложением в истории.
В начале февраля 2015 года злоумышленники на несколько дней получили доступ к базе пользователей Slack. Об этом стало известно 27 марта, когда компания рассказала об инциденте и представила двухфакторную аутентификацию.
По сообщениям сайта РБК, с декабря 2018 года Slack стал деактивировать аккаунты пользователей, посетивших Крым. Впоследствии руководство Slack разблокировало часть аккаунтов и принесло пользователям извинения.
20 июня 2019 года мессенджер вышел на биржу, проведя процедуру DPO. В первый день открытия торгов на Нью-Йоркской фондовой бирже стоимость акций компании составила 38,62 доллара, а капитализация — 23,2 миллиарда долларов.
2 декабря 2020 года американский разработчик программного обеспечения Salesforce объявил о поглощении Slack Technologies, разработчика Slack. Сумма сделки составила 27,7 млрд $. Вместе компании запланировали создать самую обширную открытую экосистему приложений и рабочих процессов для бизнеса, сообщили в Salesforce.

## Функциональность
Slack собирает в одном окне обсуждения в общих темах (каналах), приватных группах и личных сообщениях; имеет собственный хостинг, режим предпросмотра изображений и позволяет искать среди всех сообщений сразу. Кроме того, Slack поддерживает интеграцию с почти 100 сторонними сервисами, такими как Dropbox, Google Drive, GitHub, Google Docs, Google Hangouts, Twitter, Trello, Mailchimp, Heroku, Jira. По данным компании, за первый год существования сервиса пользователями установлено 800 тысяч таких интеграций, которые генерируют более 3 миллионов сообщений в день.
В бесплатной версии Slack поддерживает неограниченное число пользователей, интеграцию с 10 внешними сервисами и поиск в архиве до 10 тысяч сообщений. В платных тарифах — 6,67 USD (Standard) и 12,5 USD (Plus) за пользователя в месяц — снимаются ограничения и появляются дополнительные возможности для управления правами доступа. По данным компании, на конец июня 2015 года у Slack было более 300 тысяч платящих клиентов и 25 миллионов долларов годовой выручки. Среди платных клиентов сервиса - многие медиаиздания и IT-компании: Vox Media, Buzzfeed, Medium, Expedia, Intuit, Dow Jones, eBay, PayPal, Wall Street Journal, Rdio, Pandora, GoDaddy, Sony, Dell, AOL, Lonely Planet, Stripe, Airbnb, Adobe, Behance.
Ожидается, что благодаря наработкам компании Screenhero, купленной в начале 2015 года, в перспективе в Slack появятся видеозвонки. Баттерфилд озвучивал планы к концу 2015 года расширить команду до 250 человек, открыть офис в Дублине, ввести поддержку мультикоманд[прояснить] для больших компаний и выпустить приложения для Windows.

## Поддержка операционных систем
По состоянию на 30 августа 2017 года Slack доступен для пользователей следующих операционных систем:
- Windows;
- macOS;
- GNU/Linux;
- Android;
- iOS;
- Windows Phone (доступна бета-версия).

Также доступ к Slack можно получить из любого современного браузера.

## Инвестиции
Я в индустрии 20 лет, и сейчас лучшее время для привлечения инвестиций. Было бы безответственно не взять деньги при такой оценке.
После запуска у компании было два крупных инвестраунда. 25 апреля 2014 года стало известно, что в серии C Slack привлёк 42,75 млн долл. от фондов Andreessen Horowitz, Accel Partners и The Social+Capital Partnership. На тот момент у сервиса было 60 тысяч ежедневных пользователей, из них платили 15 тысяч. В октябре 2014 года состоялся раунд D объёмом 120 млн долл., который возглавили фонды Kleiner Perkins Caufield & Byers и Google Ventures. К ним также присоединились инвесторы предыдущего раунда. Slack был оценён в 1,12 млрд долл. На тот момент, по данным компании, сервисом пользовались 268 тысяч человек в составе 30 тысяч команд, из них 73 тысячи выбрали платный тариф. Вместе с Баттерфилдом в совет директоров компании входят представители от каждого фонда: John Doerr (KPCB), M. G. Siegler (GV), Andrew Braccia (Accel), John O’Farrell (Andreessen Horowitz) и Mamoon Hamid (Social+Capital). По словам Баттерфилда, привлечённые средства планируется направить на ускорение роста. При этом Slack никогда не тратился на маркетинг и первого CMO нанял лишь в ноябре 2014 года, уже став к тому времени миллиардной компанией.
15 апреля 2015 года было объявлено о привлечении в серии E дополнительных 160 млн долл. от Horizons Ventures, Digital Sky Technologies (DST Global), Index Ventures, Spark Capital и Institutional Venture Partners, а также всех инвесторов раундов C и D. На момент раунда у Slack было 125 сотрудников, 750 тысяч пользователей, 200 тысяч платных аккаунтов (98 % однажды выбравших расширенный тариф продолжают платить). Баттерфилд отметил, что деньги пока лягут на банковский счёт, так как компания ещё даже не начала тратить 120 млн долл. прошлого раунда. Они будут использованы в качестве страховки на будущее.
В апреле 2016 года компания Slack Technologies в раунде F привлекла 200 млн долл. инвестиций от 7 инвесторов во главе с Thrive Capital. Компанию оценили в 3,8 млрд долл.
В июле 2017 года компания получила 250 млн долл. в новом инвестраунде. Деньги вложили также Accel Partners во главе SoftBank Group. Инвесторы оценили мессенджер в более, чем 5 млрд долл.